# 沙克蒂格尔
沙克蒂格尔（Shaktigarh）是印度北阿坎德邦乌塔姆辛格讷格尔县的一个城镇。总人口4776（2001年）。

## 人口
该地2001年总人口4776人，其中男性2489人，女性2287人；0—6岁人口786人，其中男416人，女370人；识字率60.78%，其中男性为69.30%，女性为51.51%。